# Be 5/7
Les Be 5/7 sont des locomotives électriques qui ont été utilisées pour l'ancienne Compagnie du chemin de fer des Alpes bernoises Berne-Lötschberg-Simplon, devenue actuellement BLS SA.

## Histoire
Le 15 juillet 1913 ouvrit le tronçon ferroviaire du BLS Brig - Frutigen, ce qui rendit nécessaire la fabrication de locomotives plus puissantes que celles que la compagnie possédait déjà. Pour combler ce besoin, la compagnie passa commande de 13 locomotives initialement nommées Fb 5/7, puis renommées en 1920, Be 5/7. Ce seront les usines SLM de Winterthour, MFO de Zürich et Brown, Boveri & Cie de Baden qui se chargeront de leurs constructions.
Le cahier des charges de celles-ci mentionnait qu'elles devaient avoir une vitesse maximum de service de 75 km/h et de pouvoir tractier un convoi de 330 tonnes sur une rampe de 27 pour mille à une vitesse de 50 km/h.
Les 13 locomotives furent livrées entre 1913 et 1914 et, dès leurs mises en service, elles ont retenu beaucoup d'attention dans tout le milieu ferroviaire. Elles étaient les locomotives électriques les plus puissantes de leur temps.

## Amélioration
Au fil des années de roulement, elles ont pu bénéficier de nombreuses modifications mécaniques et électriques qui ont eu de grandes répercussions sur leur rendement économique, mais également sur leurs qualités de roulement. Entre 1942 et 1943, des améliorations de certaines locomotives ont permis d'augmenter leur vitesse à 80 km/h.
La Be 5/7 no 151 fut équipée en 1941 de quatre moteurs de traction rapide, ce qui permit d’accroître sa vitesse maximale jusqu'à 90 km/h. De par cette grande modification, elle fut renommée Be 5/7 no 171.

## Retraits
En 1946 eut lieu le retrait de la première locomotive Be 5/7 no 156. Elles trouvèrent leur épilogue en 1964, date à laquelle furent radiées la Be 5/7 no 163 et l'Ae 5/7 no 171.
La Be 5/7 no 161, radiée également en 1964, est exposée aujourd'hui au Musée suisse des transports ; une partie de sa caisse fut découpée afin de montrer la technologie d'autrefois. Cependant elle porte les signes de la no 151.